# Тимошенко Павло Федорович
Тимошенко Павло Федорович (нар. 27 січня 1939, Красний Колядин, Дмитрівський район (нині Талалаївський), Чернігівська область) — журналіст, художник. Член Спілки журналістів України (1976). Почесний громадянин міста Бар (2007).

## Життєпис
Павло Тимошенко народився на Чернігівщині в сім'ї селян. Мати, Сорока Ольга Петрівна, походила з багатодітної сім'ї, в якій було три доньки і три сина. Батько Павла Федір був вихідцем із сусіднього села Понори, загинув під час Другої світової війни у боях за Прибалтику. Малий Павло залишився з матір'ю вдовою у напівзруйнованій снарядом хаті.
У 1946 році пішов до першого класу сільської семирічної школи. Після закінчення школи вступив у найближчий від села технікум, ним був агролісомеліоративний технікум у місті Ромни, Сумської області. Отримавши диплом агронома-плодоовочівника повернувся в рідне село і розпочав працювати секретарем правління колгоспу. Невдовзі погодився перейти на роботу завідуючим сільською бібліотекою, де заробітна плата становила 410 карбованців. Прочитавши оголошення в газеті про набір на факультет малюнку та живопису в Московський заочний народний університет імені Крупської надіслав свої малюнки та був зарахований на початковий курс. В цей же час був призваний до війська. Службу проходив у ракетній частині у м. Кременчук Полтавської області. Був призначений писарем при штабі та одночасно продовжував заочне навчання. Тимошенко був відмінником бойової та політичної підготовки. За рекомендацією замполіта вступив у партію.
Під час служби склав іспити та з 1961 року став студентом філологічного факультету Ніжинського педінституту ім. М. В. Гоголя. Навчався на відмінно отримуючи спершу Гоголівську стипендію, а потім — Ленінську (80 крб.). Був редактором факультетської газети «Молодь».
Після 4-го курсу навчання в педінституті одружився з однокурсницею Азалією. По закінченні інституту у середині серпня 1966 року молода сім'я Тимошенків приїхала до міста Бар за направленням працевлаштування вихователями у Барську школу-інтернат Вінницької області.
У 1967 році Павла Тимошенко було запрошено на роботу в апарат райкому партії, де він пропрацював понад сім років інструктором, завідувачем відділу пропаганди і агітації.
У серпні 1968 року молодшого лейтенанта Павла Тимошенка було призвано на службу до Чехословаччини у складі Жмеринського мотострілецького полку. Там на нього було покладено обов'язки звільненого секретаря парторганізації батальйону. Служба тривала 3 місяці. Тобто брав участь у придушенні "Празької весни".
У 1974 році перший секретар Барського райкому партії А. І. Кінщак запропонував Тимошенку очолити редакцію колективу районної газети, де він пропрацював до виходу на пенсію у 2001 році у віці 62 років. Газета виходила тричі на тиждень, тиражем понад 12 тис. примірників. У колективі редакції разом з Тимошенко працювали Григорій Мельник, Михайло Корчинський, Анатолій Подолян, Микола Юрчишин, Сергій Сай-Боднар, Микола Огородник, Руслан Ткачук, Олександр Стусенко — письменник, член Національної спілки письменників України.
Павло Тимошенко 6 скликань обирався депутатом Барської районної ради. Протягом 15 років був членом бюро Барського райкому партії. На засіданні 19-ї сесії Барської міської ради V скликання у листопаді 2007 року з пропозиції районного осередку Всеукраїнського товариства «Просвіта» та районної організації Народний рух України за громадську активність, багаторічну роботу редактора районної газети «Подільський край», художнику-аматору Павлу Тимошенко було присвоєно звання Почесного громадянина міста Бар.
З 1976 року Павло Тимошенко є членом Спілки журналістів України, лауреатом обласних журналістських премій.

## Живопис
Тимошенко з дитинства захоплювався малюванням. По приїзду до міста Бар Тимошенко потоваришував з місцевими художниками М. І. Цикалом, А. Гощуком та Л. Росочинським, з якими він разом організовував виставки творів живопису в місті та районі. На полотнах Тимошенка зображені мальовничі місця Криму, Карпат та Кавказу, де він любив подорожувати під час відпустки. Ряд картин створені після поїздок до Італії, Єгипту, Приельбрусся. Особлива енергетика картин присвячених Поділлю та рідному місту Бар.
Павлом Тимошенко створено ряд альбомів художніх фото з численних поїздок Україною та до Росії, Казахстану, Югославії, Болгарії, Польщі, Італії та Єгипту.
Його картини сьогодні знаходяться у приватних колекціях Росії, Польщі, Ізраїля, Англії та Америки.

## Родина
Дружина Азалія Тимошенко, директор Барської музичної школи упродовж 1972—1999 років.
Сини: Олександр — генеральний директор фірми «Nokia-Simens». Онуки — Марина, Софія.
Дмитро — старший інженер Південно-територіального управління МТС України (Одеса). Онуки — Ангеліна, Олександр.

## Нагороди та відзнаки
- Ювілейна медаль «За доблесну працю. На ознаменування 100-річчя з дня народження В. І. Леніна» від Президіуму Верховної Ради СРСР (1970).
- Медаль «Ветеран праці» (1985).
- Премія ім. Костянтина Гришина Обласної спілки журналіств України (1991)[4].
- Медаль «Захиснику Вітчизни» з нагоди 65-річчя перемоги над фашизмом (1999).
- Лауреат обласної журналістської премії ім. Володимира Орлика (2000)
- Дипломат обласної премії ім. Олександра Гетьмана (2001) з нагоди Дня журналіста.
- Почесний знак НСЖУ (2008)
- Золота медаль української журналістики Національної спілки журналістів України (2009).
- Золоте перо НСЖУ
- Ювілейна медаль «65 років Перемоги над фашизмом» (2010)
- Почесна грамота Вінницької облдержадміністрації та обласної Ради  з нагоди 80-річчя з дня заснування Барської районної газети «Подільський край» (2011)[5]